# Бундескріміналамт
Федеральне управління кримінальної поліції Німеччини (нім.: Bundeskriminalamtⓘ Bundeskriminalamtⓘ, скорочено BKAⓘ BKAⓘ) — федеральне агентство слідчої поліції Німеччини, управління безпосередньо підпорядковане Федеральному міністерству внутрішніх справ. Штаб-квартира управління розташована у Вісбадені, Гессен, також воно має філії в Берліні та Меккенгаймі поблизу Бонна. З грудня 2014 року управління очолює Гольґер Мюнх.
До основної юрисдикції BKA входить координування співробітництва між федерацією та поліцією; розслідування справ, пов'язаних міжнародною організованою злочинністю, тероризмом, та справ, що стосуються національної безпеки ; боротьба з тероризмом ; надання захисту представникам конституційних установ і федеральним свідкам. На прохання відповідних державних органів або федерального міністра внутрішніх справ ВКА береться і до розслідування деяких великих справ. Також генеральний прокурор Німеччини може доручити ВКА розслідування справ, що мають особливу суспільну вагу.

## Історія
Федеральне управління кримінальної поліції було засновано 1951 року, місцем його основної дислокації був вибраний Вісбаден у Гессені.
За німецькою конституцією поліцію організовано на рівні земель федерації (напр. Поліція Північного Рейн-Вестфалії, Поліція Баварії, Поліція Берліна). Винятками є Федеральна поліція, Федеральне управління кримінальної поліції (BKA) і поліція німецького парламенту. З історичних причин усі ці поліціянти сили мають конкретну й обмежену юрисдикцію. Причиною є те, що після Другої світової війни було прийняте рішення, що не варто створювати поліцію з необмеженими повноваженнями, як-от Головне управління безпеки Рейху (до якого входило Гестапо, Sicherheitsdienst, Reichskriminalpolizeiamt).

## Місії
Формування BKA базується на кількох статтях німецької конституції, які надають федеральному уряду виключне право ухвали законів стосовно координації роботи кримінальної поліції в Німеччині.
Юрисдикції BKA, визначені в Bundeskriminalamtgesetz (BKAG):
- Розслідування та запобігання загрозам у справах, що стосуються національного й міжнародного тероризму.
- Розслідування міжнародної торгівлі наркотиками, зброєю, боєприпасами, вибухівкою та міжнародної підробки й відмивання грошей.
- Розслідування злочинів за дорученням державного прокурора, поліції штату або міністра внутрішніх справ штату, федерального прокурора або Федерального міністерства внутрішніх справ.
- Безпосередній захист конституційних органів Німеччини та їх іноземних гостей, наприклад, президента Німеччини, парламенту Німеччини, кабінету міністрів Німеччини, Федерального конституційного суду та інших установ), BKA також розслідує великі злочини проти цих установ.
- Захист федеральних свідків.
- Розслідування злочинів проти об'єктів критично важливої інфраструктури в Німеччині.
- Координація співпраці між федеральною і державною поліцією (особливо державними органами кримінального розшуку) та з іноземними слідчими органами.
- Координація співпраці з міжнародними правоохоронними органами, такими як ФБР. Бундескріміналарнт також є національним центральним бюро Європолу та Інтерполу. До того ж BKA готує офіцерів-зв'язківців для понад 60 німецьких посольств по всьому світу. Це забезпечує співпрацю з місцевими правоохоронними органами.
- Збір та аналіз розвідданих на національному рівні стосовно організованої злочинності.
- Забезпечення ІТ-інфраструктури для німецьких правоохоронних органів, наприклад поліціянти бази даних INPOL[de], Шенгенська інформаційна система, автоматизована система ідентифікації відбитків пальців (AFIS), антитерористична база даних (ATD).
- Надання допомоги іншим національним і міжнародним правоохоронним органам з питань судово-медичних і кримінологічних досліджень.
- Функціонування в ролі координаційного центру для виявлення та каталогізації зображень та інформації, що стосується жертв сексуальної експлуатації дітей, подібно до Національного центру зниклих безвісти та експлуатованих дітей у Сполучених Штатах.[2]

## Організація
З дня заснування 1951 року штат ВКА значно збільшився. Це, зокрема, було зумовлено боротьбою з терористами лівого ухилу протягом 1970-х років та інтернаціоналізацією злочинності в наступні десятиліття. Структура ВКА зазнає постійних перебудов. Останню значну реформу впровадили в липні 2016 року.
Наразі ВКА включає одинадцять підрозділів.